# Notonectoidea
Notonectoidea – nadrodzina pluskwiaków z podrzędu różnoskrzydłych i infrarzędu Nepomorpha.
Schuh i Slater zliczali tu 3 rodziny i taką systematykę stosuje również Paraneoptera Species File:
- Helotrephidae
- Notonectidae – pluskolcowate
- Pleidae – pianówkowate

Inną systematykę stosuje BioLib.cz, traktując Notonectoidea jako takson monotypowy, a pozostałe dwie rodziny umieszczając w Pleoidea.
Tworzenie przez trzy powyższe rodziny kladu jest powszechnie akceptowane. Potwierdzają to liczne analizy filogenetyczne, w tym molekularno-morfologiczne Hebsgaarda i innych z 2004 roku. Jedynie wyniki badania mtDNA Hua i innych z 2009 były odmienne, umieszczając Pleidae wręcz poza Nepomorpha. Autorzy zaproponowali wydzielenie dla tej rodziny do osobnego infrarzędu Plemorpha, co Weirauch i Schuh określili później jako pochopne.